# Goethebrücke (Hannover)

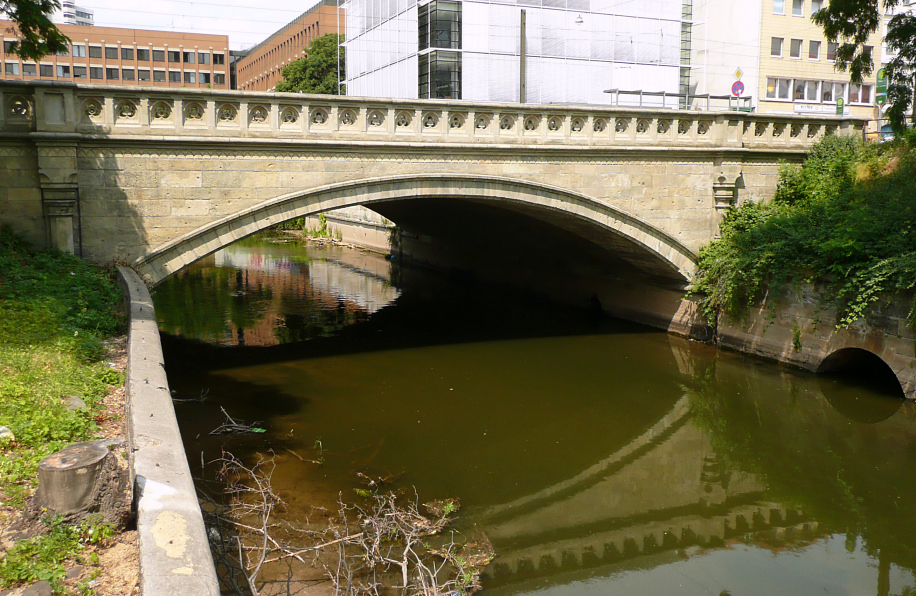
Goethebrücke

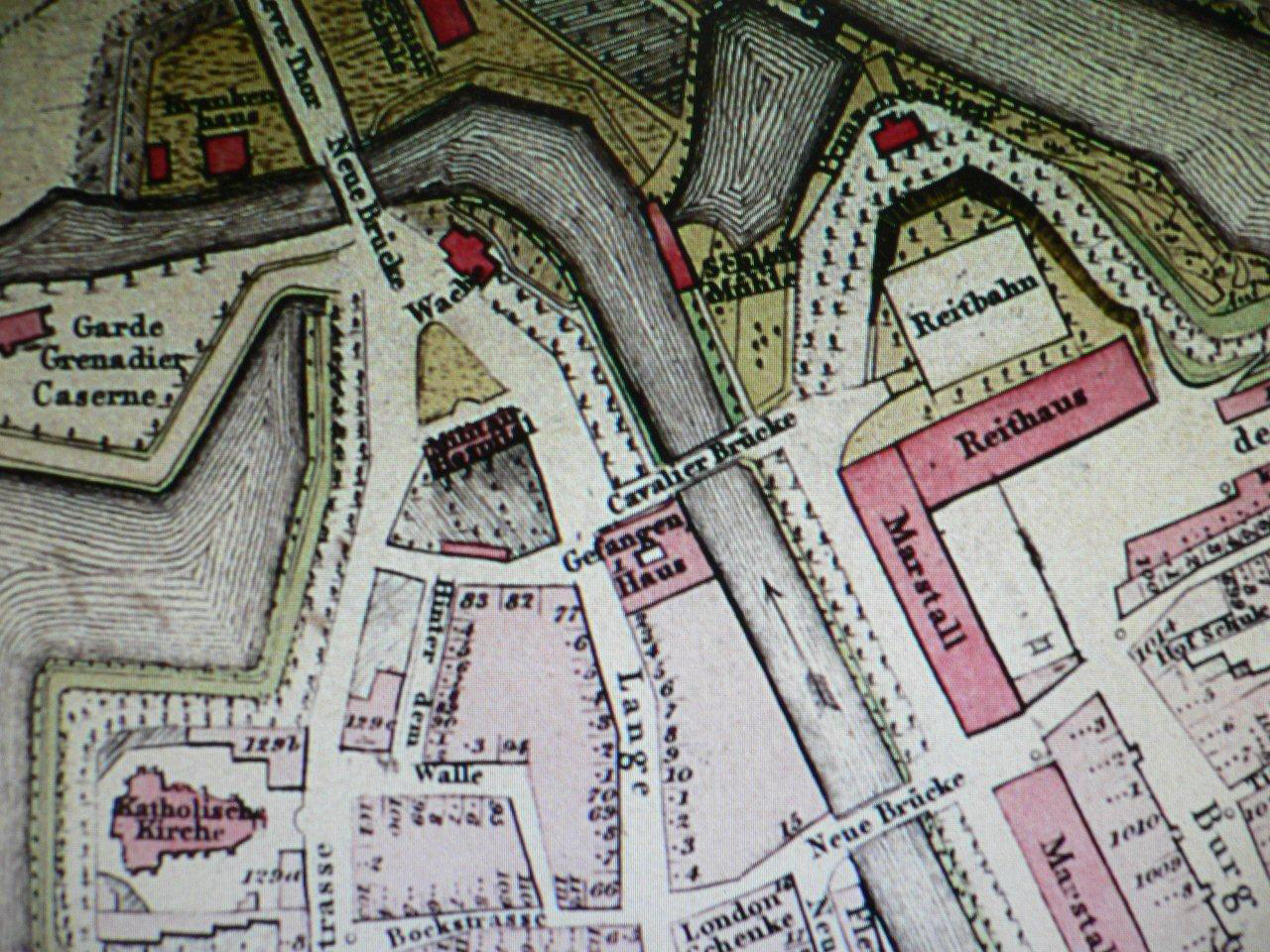
1822: Die alte Kavalier Brücke anstelle der heutigen Goethebrücke

Die Goethebrücke in Hannover führt im Zuge der Goethestraße über die Leine.

## Geschichte
Die Goethebrücke wurde nach einem Entwurf von Wilhelm Launhardt 1872–73 erbaut, nachdem man ab 1870 den ehemaligen Stadtgraben zugeschüttet hatte, um stattdessen die Goethe- und die Humboldtstraße anzulegen.
Damit erfolgte die bereits seit 1828 geplante Stadterweiterung nach Westen und der Anschluss der Vorstadt Glocksee an die hannoversche Altstadt. Die Verzögerung war durch einen schwierigen Grunderwerb verursacht.
Der Goethebrücke musste die ältere Cavalierbrücke weichen, die zuvor lediglich eine Leinequerung von der ehemaligen Reitbahn zum Gefangen Haus ermöglicht hatte. Mögliche Reste der Grundmauern dieses alten Gefängnisses am Clevertor in der Calenberger Neustadt (Adresse ehemals: Lange Straße 1) sind noch heute am Fuß der Goethebrücke zu finden.

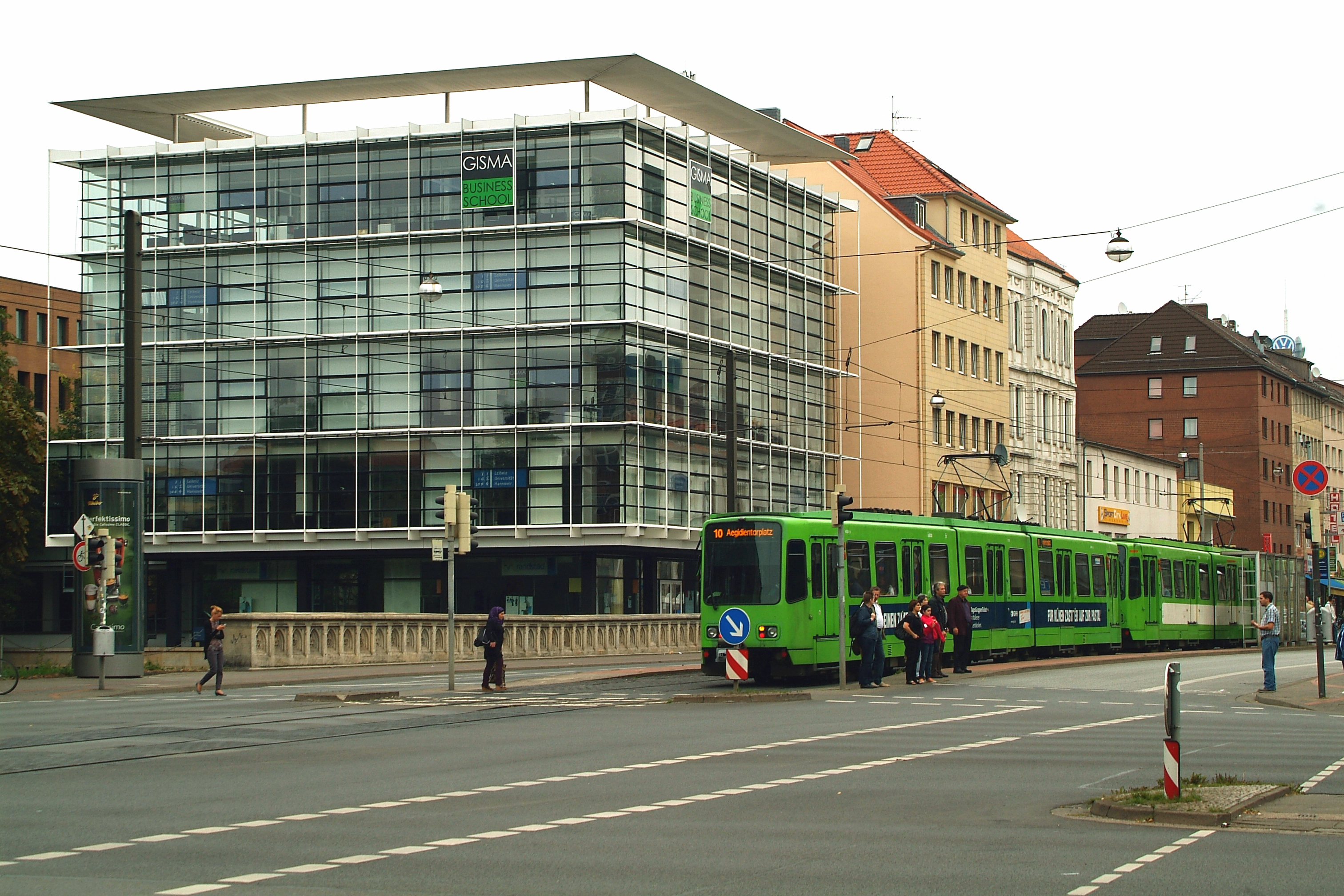
Ebenerdige Haltestelle der Stadtbahn auf der Brücke, im Hintergrund links das Leine-Haus

Anfang der 1960er Jahre wurde zwei „rahmende Bauten der Goethebrücke“ errichtet:
- 1960 bis 1963 das ÜSTRA-Haus unter der Adresse Am Hohen Ufer 6 nach Plänen von Dieter Oesterlen;[2]
- 1961 bis 1963 das Leine-Haus durch den Architekten Rolf Wékel; das Gebäude wurde 1999 bis 2000 durch die Architektengemeinschaft Kellner, Schleich, Wunderling umgestaltet.[2]

## Baukörper
Die Segmentbogen-Brücke wurde aus Sandstein gefertigt. In das durchbrochene Werksteingeländer sind Spitzbögen mit Dreipässen und dem hannoverschen Stadtwappen eingearbeitet.
Die Brücke hat eine Spannweite von 23,4 m und ist 29,2 m breit.